# Sechziger (Einheit)
Sechziger war ein deutsches Volumenmaß für Brennholz und ein Branntweinmaß.

## Holzmaß

### Abmaß
Sechziger war zum einen ein Stückmaß im Brennholzhandel und zum anderen eine Bezeichnung für Bauholz (Fichte und Tanne) mit festen Abmessungen. Regional gebräuchlich waren folgende Maße:
- Harz: 1 Sechziger entsprach 1 Baumstamm Länge = 90 bis 95 Fuß, Durchmesser unten 14 bis 15 Zoll, oben 5 bis 6 Zoll
- Thüringen: 1 Sechziger entsprach 1 Baumstamm Länge = 34 Fuß, Durchmesser unten 6 Zoll, oben 5 Zoll[1]

### Stückmaß
- 1 Sechziger = 60 Schock kleine Scheite[2]
- 1 Sechziger = 60 Sechziger = 3600 Scheite[3]
- 1 Sechziger Holz entsprach 4 Klafter und 11 Kubikfuß bei einer Scheitlänge von 4 Fuß.

## Volumenmaß
- 1 Sechziger = 1 Fass = 60 Stübchen

Das Maß war regional unterschiedlich, es bewegte sich zwischen 205 und 229 Liter.